# Isodon megathyrsus
Isodon megathyrsus là một loài thực vật có hoa trong họ Hoa môi. Loài này được (Diels) H.Hara mô tả khoa học đầu tiên năm 1985.